# Элмсли, Бриттани
Бриттани Элмсли (англ. Brittany Elmslie; род. 19 июня 1994 года, Намбор, Квинсленд) — австралийская пловчиха. Специализируется в плавании вольным стилем на спринтах и средних дистанциях (100 и 200 метров).
Дебютировала в составе сборной страны на 2012 Лондон Олимпийских играх.